# Seattle Seahawks 2018
La stagione 2018 dei Seattle Seahawks è stata la 43ª della franchigia nella National Football League, la 17ª giocata nel CenturyLink Field (precedentemente conosciuto come Qwest Field) e la nona con Pete Carroll come capo-allenatore. Con un record di 10-6 la squadra tornò a qualificarsi per i playoff dopo l'assenza dell'anno precedente e per la sesta volta nelle ultime sette stagioni. Lì fu eliminata nel primo turno dai Dallas Cowboys.
Questa fu la prima stagione dal 2011 che non vide in difesa la celebre unità nota come Legion of Boom: Richard Sherman fu svincolato e firmò con i rivali di division dei San Francisco 49ers mentre Kam Chancellor si ritirò a causa di un infortunio al collo subito nella settimana 10 della stagione 2017.
Altri membri vincitori del Super Bowl XLVIII nel 2013 a non fare più parte del club furono i defensive end Michael Bennett, scambiato con i Philadelphia Eagles, Cliff Avril, svincolato il 4 maggio 2018 e ritiratosi poco dopo, e il punter Jon Ryan. Anche i tight end Jimmy Graham e Luke Willson, il wide receiver Paul Richardson e il running back Thomas Rawls lasciarono la squadra come free agent.
Paul Allen, proprietario della franchigia dal 1996, morì di cancro il 15 ottobre 2018 all'età di 65 anni.

## Cambiamenti nello staff
Dopo la fine della stagione 2017 in cui, malgrado un record di 9-7 la squadra non raggiunse i playoff dopo cinque stagioni consecutive, i Seahawks rivoluzionarono lo staff degli allenatori, la maggior parte dei quali aveva contribuito alla vittoria del Super Bowl XLVIII nel 2013. Furono licenziati sia Darrell Bevell, coordinatore offensivo dal 2011, che Kris Richard, coordinatore difensivo dal 2015, oltre a Tom Cable, allenatore della linea offensiva e assistente del capo-allenatore, e Carl Smith, allenatore dei quarterback. Come nuovo coordinatore offensivo fu nominato l'ex allenatore dei quarterback degli Indianapolis Colts Brian Schottenheimer, mentre come coordinatore difensivo fu richiamato Ken Norton Jr., che aveva già allenato i linebacker dei Seahawks dal 2011 al 2014, prima di lasciare la squadra per divenire il coordinatore della difesa degli Oakland Raiders.

## Scelte nel Draft 2018

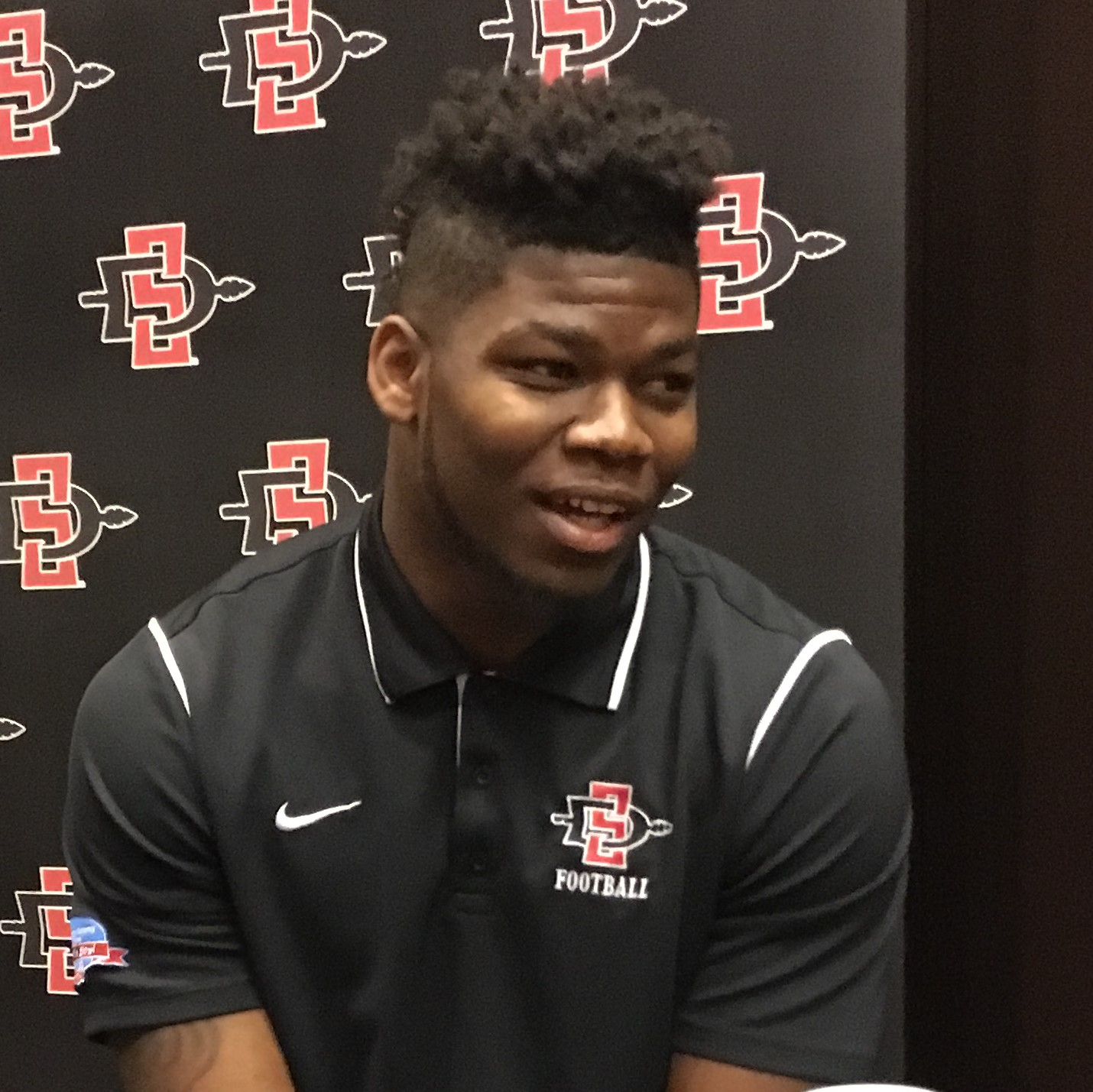
Rashaad Penny è stato la scelta del primo giro dei Seahawks nel Draft 2018

| Scelte dei Seahawks nel Draft 2018 |        |                 |       |                 |
| Giro                               | Scelta | Giocatore       | Ruolo | College         |
| 1                                  | 27     | Rashaad Penny   | RB    | San Diego State |
| 3                                  | 76     | Rasheem Green   | DE    | USC             |
| 4                                  | 120    | Will Dissly     | TE    | Washington      |
| 5                                  | 141    | Shaquem Griffin | LB    | UCF             |
| 5                                  | 146    | Tre Flowers     | DB    | Oklahoma State  |
| 5                                  | 149    | Michael Dickson | P     | Texas           |
| 5                                  | 168    | Jamarco Jones   | OT    | Ohio State      |
| 6                                  | 186    | Jacob Martin    | DE    | Temple          |
| 7                                  | 220    | Alex McGough    | QB    | FIU             |

## Staff
| Staff dei Seattle Seahwaks nel 2018 |
| --- |
| Organi dirigenziali - Chairman: Paul Allen (morto il 15 ottobre 2018) - Presidente: Peter McLoughlin - General Manager: John Schneider Capo allenatore - Pete Carroll - Assistente/Difesa/Linebacker - Micheal Barrow Altri allenatori - Preparatore atletico – Chris Carlisle - Assistente – Mondray Gee - Assistente – Jamie Yancher Allenatori dell'attacco - Coordinatore offensivo: Brian Schottenheimer - Quarterback: Dave Canales - Assistente Quarterback: Will Harriger - Running Back: Chad Morton - Wide Receiver: Dave Canales - Tight End: Pat McPherson - Offensive line: Mike Solari - Assistente della Offensive Line: Brennan Carroll - Assistente attacco – Lemuel Jeanpierre Allenatori della difesa - Coordinatore difensivo: Ken Norton Jr. - Defensive Line - Clint Hurtt - Assistente Defensive Line – Dwaine Board - Assistente Linebacker – John Glenn - Secondaria – Nick Sorensen - Defensive Back – Andre Curtis - Assistente Defensive Back – Ricky Manning Jr. - Assistente difesa senior – Travis Jones - Controllo qualità/difesa – Tom Donatell Allenatori dello special team - Coordinatore special team: Brian Schneider - Assistente special team: Heath Farwell |

## Roster

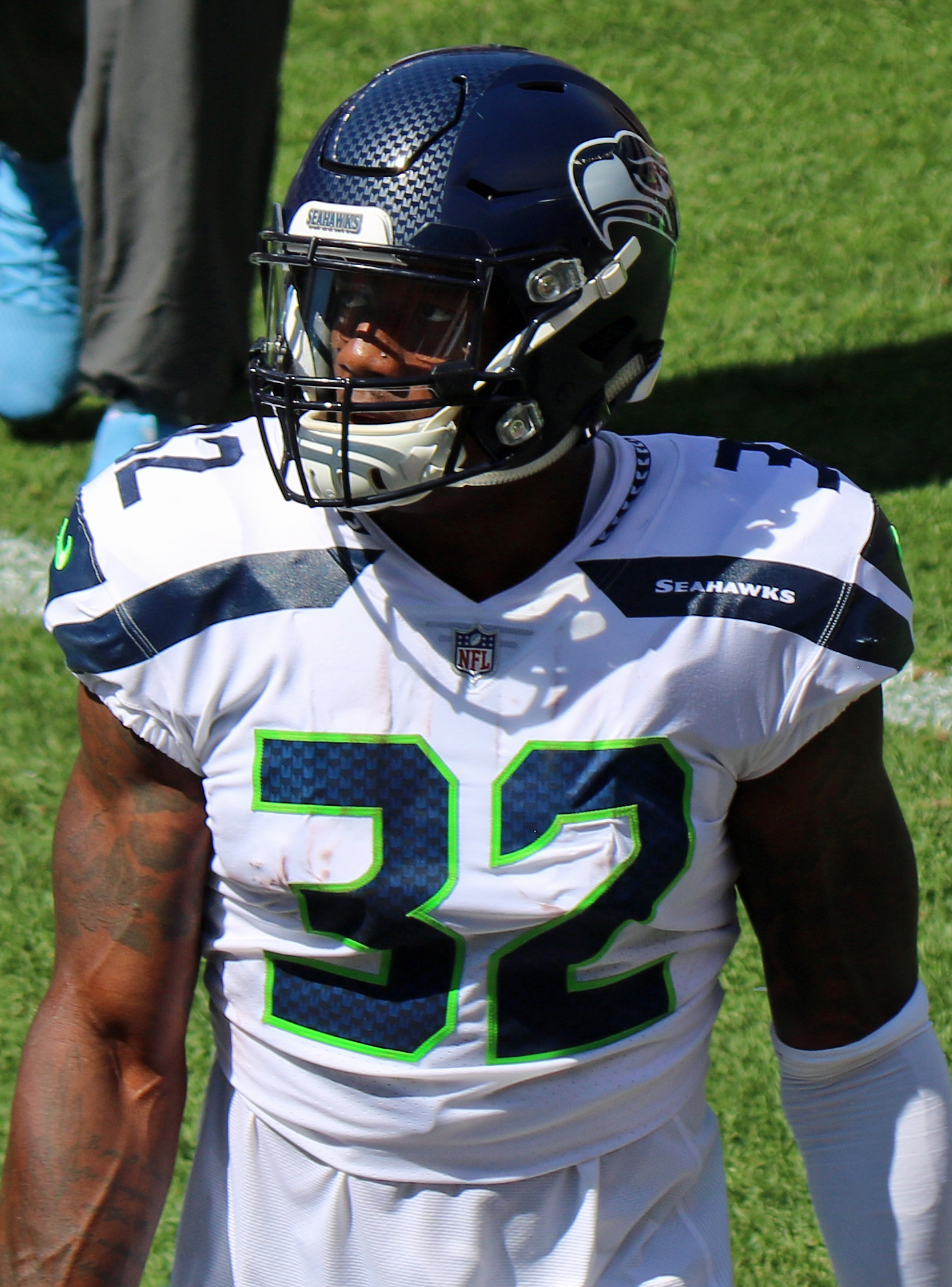
Il running back Chris Carson nella gara del primo turno contro i Broncos a Denver

| Roster dei Seattle Seahawks nel 2018 |
| --- |
| Quarterback - 7 Brett Hundley - 3 Russell Wilson Running Back - 32 Chris Carson - 27 Mike Davis - 38 Tre Madden FB - 21 J.D. McKissic RB - 20 Rashaad Penny - 22 C.J. Prosise Wide Receiver - 89 Doug Baldwin - 18 Jaron Brown - 16 Tyler Lockett - 83 David Moore - 8 Malik Turner Tight End - 87 Darrell Daniels - 84 Ed Dickson - 81 Nick Vannett Offensive Linemen - 68 Justin Britt C - 76 Duane Brown T - 74 George Fant T - 78 D.J. Fluker G - 53 Joey Hunt C - 65 Germain Ifedi T - 66 Jordan Simmons G - 77 Ethan Pocic G - 64 J.R. Sweezy G Defensive Linemen - 55 Frank Clark DE - 97 Poona Ford DT - 94 Rasheem Green DE - 93 Branden Jackson DE - 99 Quinton Jefferson DE - 92 Nazair Jones DT - 95 Dion Jordan DE - 59 Jacob Martin DE - 90 Jarran Reed DT - 98 Shamar Stephen DT Linebacker - 58 Austin Calitro OLB - 52 Emmanuel Ellerbee LB - 49 Shaquem Griffin OLB - 51 Barkevious Mingo OLB - 54 Bobby Wagner MLB - 50 K.J. Wright OLB Defensive Back - 35 Maurice Alexander SS - 28 Justin Coleman CB - 37 Tre Flowers CB - 26 Shaquill Griffin CB - 42 Delano Hill SS - 36 Akeem King CB - 24 Shalom Luani SS - 30 Bradley McDougald FS - 39 Kalan Reed CB - 33 Tedric Thompson SS - 23 Neiko Thorpe CB Special Team - 4 Michael Dickson P - 11 Sebastian Janikowski K - 69 Tyler Ott LS Lista delle riserve - 61 Ricky Ali'ifua DE (IR) - 43 Emmanuel Beal LB (IR) - 31 Kam Chancellor SS (PUP) - 82 Amara Darboh WR (IR) - 88 Will Dissly TE (IR) - 73 Jamarco Jones T (IR) - 56 Mychal Kendricks OLB (Sospeso) - 94 Malik McDowell DT (NF-Inj.) - 38 Tevon Mutcherson FS (IR) - 29 Earl Thomas FS (IR) Squadra di allenamento - 47 Justin Currie LB - 5 Alex McGough QB - 75 Elijah Nkansah OT - 19 Keenan Reynolds WR - 72 Jordan Roos G - 10 Caleb Scott WR - 46 Tyrone Swoopes TE - 34 Simeon Thomas CB 53 attivi, 11 inattivi, 10 nella squadra di allenamento |
| Legenda - I rookie sono in corsivo. - Il primo ruolo è il principale mentre gli eventuali successivi indicano i ruoli secondari. - (IR) sta per Injured Reserve ed indica la lista ristretta per un solo giocatore infortunato che può tornare ad allenarsi dopo la settimana 6 e a rientrare in prima squadra dopo che questa ha giocato 8 partite. - (NF-Inj.) / (NF-Ill.) stanno rispettivamente per Non-Football Injured e Non-Football Illness ed indicano le liste dove viene inserito un giocatore che ha un infortunio o una malattia non dipendente dal football americano. - (PUP) sta per Physically Unable to Perform ed indica la lista dove viene inserito un giocatore mentre è in attesa di recuperare la condizione fisica. Nella stagione regolare dopo la sesta partita giocata dalla propria squadra, il giocatore ha tempo tre settimane per riprendere ad allenarsi, più tre settimane aggiuntive dal suo rientro agli allenamenti per rientrare in prima squadra. |

## Partite
Il calendario completo della stagione è stato annunciato il 19 aprile 2018. Per la prima volta i Seahawks disputeranno una gara a Londra nell'ambito delle NFL International Series, il 14 ottobre 2018 contro gli Oakland Raiders.

### Pre-stagione
| Pre-stagione |           |           |                      |           |        |                   |           |         |
| Turno        | Data      | Ora       | Avversario           | Risultato | Record | Stadio            | TV        | Sintesi |
| 1            | 9 agosto  | 7:00 p.m. | Indianapolis Colts   | S 17–19   | 0–1    | CenturyLink Field | KCPQ      | Recap   |
| 2            | 18 agosto | 7:00 p.m. | Los Angeles Chargers | S 14–24   | 0–2    | StubHub Center    | NFLN/KCPQ | Recap   |
| 3            | 24 agosto | 5:00 p.m. | Minnesota Vikings    | S 20–21   | 0–3    | U.S. Bank Stadium | KCPQ      | Recap   |
| 4            | 30 agosto | 7:00 p.m. | Oakland Raiders      | S 19–30   | 0–4    | CenturyLink Field | KCPQ      | Recap   |

### Stagione regolare
Il calendario della stagione è stato annunciato il 19 aprile 2018.
| Stagione regolare |                    |                    |                        |                    |                    |                               |                    |                    |
| Turno             | Data               | Ora                | Avversario             | Risultato          | Record             | Stadio                        | TV                 | Sintesi            |
| 1                 | 9 settembre        | 4:25 p.m. EDT      | at Denver Broncos      | S 24–27            | 0–1                | Broncos Stadium at Mile High  | Fox                | Recap              |
| 2                 | 17 settembre       | 8:15 p.m. EDT      | at Chicago Bears       | S 17–24            | 0–2                | Soldier Field                 | ESPN/KIRO          | Recap              |
| 3                 | 23 settembre       | 1:25 p.m.          | Dallas Cowboys         | V 24–13            | 1–2                | CenturyLink Field             | Fox                | Recap              |
| 4                 | 30 settembre       | 4:05 p.m. EDT      | at Arizona Cardinals   | V 20–17            | 2–2                | State Farm Stadium            | Fox                | Recap              |
| 5                 | 7 ottobre          | 4:25 p.m. EDT      | Los Angeles Rams       | S 31–33            | 2–3                | CenturyLink Field             | Fox                | Recap              |
| 6                 | 14 ottobre         | 1:00 p.m. EDT      | at Oakland Raiders     | V 27–3             | 3–3                | Wembley Stadium (Londra)      | Fox                | Recap              |
| 7                 | Settimana di pausa | Settimana di pausa | Settimana di pausa     | Settimana di pausa | Settimana di pausa | Settimana di pausa            | Settimana di pausa | Settimana di pausa |
| 8                 | 28 ottobre         | 1:00 p.m. EDT      | at Detroit Lions       | V 28–14            | 4–3                | Ford Field                    | Fox                | Recap              |
| 9                 | 4 novembre         | 4:05 p.m. EST      | Los Angeles Chargers   | S 17–25            | 4–4                | CenturyLink Field             | CBS                | Recap              |
| 10                | 11 novembre        | 4:25 p.m. EST      | at Los Angeles Rams    | S 31–36            | 4–5                | Los Angeles Memorial Coliseum | CBS                | Recap              |
| 11                | 15 novembre        | 8:20 p.m. EST      | Green Bay Packers      | V 27–24            | 5–5                | CenturyLink Field             | Fox/NFLN           | Recap              |
| 12                | 25 novembre        | 1:00 p.m. EST      | at Carolina Panthers   | V 30–27            | 6–5                | Bank of America Stadium       | Fox                | Recap              |
| 13                | 2 dicembre         | 1:25 p.m.          | San Francisco 49ers    | V 43–16            | 7–5                | CenturyLink Field             | Fox                | Recap              |
| 14                | 10 dicembre        | 8:15 p.m. EST      | Minnesota Vikings      | V 21–7             | 8–5                | CenturyLink Field             | ESPN/KIRO          | Recap              |
| 15                | 16 dicembre        | 4:05 p.m. EST      | at San Francisco 49ers | S 23–26 (DTS)      | 8–6                | Levi's Stadium                | Fox                | Recap              |
| 16                | 23 dicembre        | 8:20 p.m. EST      | Kansas City Chiefs     | V 38–31            | 9–6                | CenturyLink Field             | NBC                | Recap              |
| 17                | 30 dicembre        | 4:25 p.m. EST      | Arizona Cardinals      | V 27–24            | 10–6               | CenturyLink Field             | Fox                | Recap              |

Note
- Gli avversari della propria division sono in grassetto.

### Playoff
| Playoff   |                |                       |           |        |              |         |
| Turno     | Data           | Avversario (seed)     | Risultato | Record | Stadio       | Sintesi |
| Wild Card | 5 gennaio 2019 | at Dallas Cowboys (4) | S 22–24   | 0–1    | AT&T Stadium | Recap   |

## Classifiche

### Division
| NFC West            | NFC West | NFC West | NFC West | NFC West | NFC West | NFC West | NFC West | NFC West |
| vedi • disc. • mod. | V        | S        | P        | PCT      | DIV      | CONF     | PF       | PS       |
| ------------------- | -------- | -------- | -------- | -------- | -------- | -------- | -------- | -------- |
| Los Angeles Rams    | 13       | 3        | 0        | .813     | 4–0      | 7–1      | 419      | 298      |
| Seattle Seahawks    | 10       | 6        | 0        | .625     | 2–2      | 6–3      | 319      | 259      |
| Arizona Cardinals   | 3        | 9        | 0        | .250     | 2–2      | 3–5      | 175      | 310      |
| San Francisco 49ers | 2        | 10       | 0        | .167     | 0–4      | 1–8      | 255      | 336      |
|                     |          |          |          |          |          |          |          |          |
|                     |          |          |          |          |          |          |          |          |

### Conference
| National Football Conference           | National Football Conference | National Football Conference | National Football Conference | National Football Conference | National Football Conference | National Football Conference | National Football Conference | National Football Conference | National Football Conference | National Football Conference |
| Pos.                                   | Squadra                      | Division                     | V                            | S                            | P                            | PCT                          | DIV                          | CONF                         | SOS                          | SOV                          |
| Capolista di Division                  | Capolista di Division        | Capolista di Division        | Capolista di Division        | Capolista di Division        | Capolista di Division        | Capolista di Division        | Capolista di Division        | Capolista di Division        | Capolista di Division        | Capolista di Division        |
| -------------------------------------- | ---------------------------- | ---------------------------- | ---------------------------- | ---------------------------- | ---------------------------- | ---------------------------- | ---------------------------- | ---------------------------- | ---------------------------- | ---------------------------- |
| 1                                      | Los Angeles Rams             | West                         | 13                           | 3                            | 0                            | .813                         | 4–0                          | 7–1                          | .493                         | .462                         |
| 2                                      | New Orleans Saints           | South                        | 13                           | 3                            | 0                            | .813                         | 2–1                          | 7–2                          | .486                         | .483                         |
| 3                                      | Chicago Bears                | North                        | 9                            | 4                            | 0                            | .692                         | 3–1                          | 6–2                          | .417                         | .380                         |
| 4                                      | Dallas Cowboys               | East                         | 8                            | 6                            | 0                            | .571                         | 3–1                          | 6–3                          | .500                         | .452                         |
| Wild Card                              |                              |                              |                              |                              |                              |                              |                              |                              |                              |                              |
| 5                                      | Seattle Seahawks             | West                         | 10                           | 6                            | 0                            | .625                         | 2–2                          | 6–3                          | .510                         | .339                         |
| 6                                      | Minnesota Vikings            | North                        | 6                            | 5                            | 1                            | .542                         | 2–1–1                        | 5–3–1                        | .479                         | .313                         |
| Non qualificati per i play-off         |                              |                              |                              |                              |                              |                              |                              |                              |                              |                              |
| 7                                      | Carolina Panthers            | South                        | 6                            | 6                            | 0                            | .500                         | 1–2                          | 4–5                          | .469                         | .472                         |
| 8                                      | Philadelphia Eagles          | East                         | 9                            | 7                            | 0                            | .563                         | 3–1                          | 4–5                          | .476                         | .389                         |
| 9                                      | Washington Redskins          | East                         | 6                            | 7                            | 0                            | .462                         | 2–2                          | 6–4                          | .496                         | .410                         |
| 10                                     | Tampa Bay Buccaneers         | South                        | 5                            | 7                            | 0                            | .417                         | 2–2                          | 4–5                          | .479                         | .475                         |
| 11                                     | Green Bay Packers            | North                        | 5                            | 7                            | 1                            | .423                         | 1–2–1                        | 2–6–1                        | .507                         | .417                         |
| 12                                     | Atlanta Falcons              | South                        | 4                            | 8                            | 0                            | .333                         | 2–2                          | 4–4                          | .542                         | .438                         |
| 13                                     | New York Giants              | East                         | 5                            | 8                            | 0                            | .385                         | 0–4                          | 3–7                          | .507                         | .500                         |
| 14                                     | Detroit Lions                | North                        | 4                            | 8                            | 0                            | .333                         | 1–3                          | 2–7                          | .542                         | .531                         |
| 15                                     | Arizona Cardinals            | West                         | 3                            | 9                            | 0                            | .250                         | 2–2                          | 3–5                          | .514                         | .236                         |
| 16                                     | San Francisco 49ers          | West                         | 2                            | 10                           | 0                            | .167                         | 0–4                          | 1–8                          | .479                         | .250                         |
| Criteri di spareggio                   |                              |                              |                              |                              |                              |                              |                              |                              |                              |                              |
| 1. 2. 3.                               |                              |                              |                              |                              |                              |                              |                              |                              |                              |                              |
| Legenda                                |                              |                              |                              |                              |                              |                              |                              |                              |                              |                              |
| w — wild card ottenuta                 |                              |                              |                              |                              |                              |                              |                              |                              |                              |                              |
| x — partecipazione ai playoff ottenuta |                              |                              |                              |                              |                              |                              |                              |                              |                              |                              |
| y — campioni di division               |                              |                              |                              |                              |                              |                              |                              |                              |                              |                              |
| z — salto del primo turno di play-off  |                              |                              |                              |                              |                              |                              |                              |                              |                              |                              |
| * — vantaggio del campo ottenuto       |                              |                              |                              |                              |                              |                              |                              |                              |                              |                              |

## Premi

### Pro Bowler
Due giocatori dei Seahawks sono stati inizialmente convocati per il Pro Bowl 2019 a Orlando, Florida:
- Bobby Wagner, linebacker (5ª convocazione)
- Michael Dickson, punter (1ª convocazione)

In seguito si è aggiunto Russell Wilson (5ª convocazione) al posto dell'infortunato Aaron Rodgers.

### All-Pro
Tre giocatori dei Seahawks sono stati inseriti dall'Associated Press nella formazione ideale della stagione All-Pro: Bobby Wagner e Michael Dickson nel First-team e Duane Brown nel Second-team.

### Premi settimanali e mensili
- Frank Clark:

difensore della NFC della settimana 6
- Michael Dickson:

giocatore degli special team della NFC della settimana 8
giocatore degli special team della NFC del mese di novembre
- Sebastian Janikowski:

giocatore degli special team della NFC della settimana 12
- Bobby Wagner:

difensore della NFC della settimana 13
- Chris Carson:

giocatore offensivo della NFC del mese di dicembre

## Leader della squadra
| Leader della squadra   |                                |            |
| Categoria              | Giocatore                      | N.         |
| Yard passate           | Russell Wilson                 | 3.448      |
| Touchdown passati      | Russell Wilson                 | 35†        |
| Yard corse             | Chris Carson                   | 1.151 yard |
| Touchdown su corsa     | Chris Carson                   | 9          |
| Yard ricevute          | Tyler Lockett                  | 965 yard   |
| Touchdown su ricezione | Tyler Lockett                  | 10         |
| Tackle totali          | Bobby Wagner                   | 138        |
| Sack                   | Frank Clark                    | 14,0       |
| Intercetti             | Bradley McDougald, Earl Thomas | 3          |
| Punti segnati          | Sebastian Janikowski           | 114 punti  |

† Nuovo record di franchigia